# Ang’angxi-Stätte

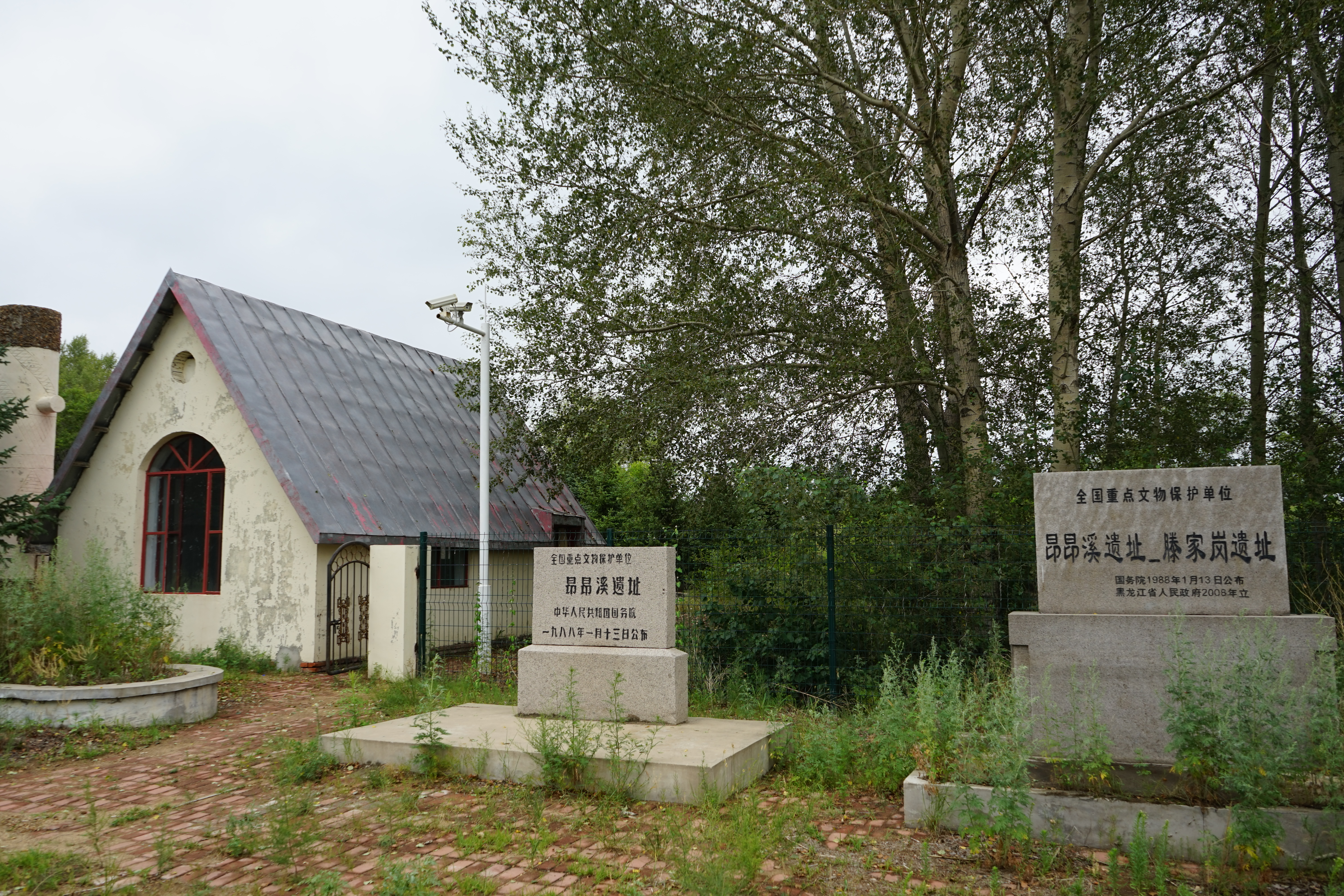
Ang’angxi-Stätte

Die Ang’angxi-Stätte (chinesisch 昂昂溪遗址, Pinyin Áng’ángxī yízhǐ) ist ein mikrolithischer Fundort des Neolithikums im Stadtbezirk Ang’angxi der Stadt Qiqihar der nordostchinesischen Provinz Heilongjiang. Sie wurde zuerst 1928 von russischen Eisenbahnern entdeckt.
Die Stätte steht seit 1988 auf der Liste der Denkmäler der Volksrepublik China (3-196).
Koordinaten: 47° 8′ 46″ N, 123° 50′ 20,3″ O